# 양인
양인(良人)은 조선시대에 천민(賤民)인 천민를 제외한 모든 계층을 통칭하는 말로, 양반, 중인 및 일반 백성인 상민(常民)을 포괄한다.
양반은 군역을 배정받으나 여러 방법으로 면제를 받았고, 천인(賤人)은 국역을 수행할 수 없고, 양인은 국역을 수행할 의무가 있다.

## 신분
양인은 공민권을 가졌고, 그 대가로 국가에 대하여 조세, 공납, 군역, 그리고 요역의 의무를 졌다. 양인은 법제적으로는 자유민이지만, 직업과 경제력의 차이에 따라서 복잡한 계층으로 구성되었다.
또한 양천제에 따르면 천민이 아닌 양인을 가리켰으며, 반상제에서는 양반, 중인, 양민, 천민 가운데 양민을 가리켰다. 또한 사농공상(士農工商)의 신분 질서에서는 사농공상 전체 또는 농공상을 가리켰다. 때에 따라서는 양인 가운데 상민만을 가리키기도 하였다.

## 구성

### 양반
양인의 최상층은 문무 관원으로서 양반(兩班) 혹은 사족(士族)이라고 불렸다. 지위가 높은 양반의 자손에게는 음서(蔭敍), 대가(代加) 등의 특권이 주어졌지만, 그것은 관직세습을 보장해 줄 만한 특권이 되지는 못하였다.
따라서 높은 양반의 자손이라도 출세를 하려면 반드시 과거에 합격해야 했으므로 개인의 능력이 출세를 좌우하였다. 그런 의미에서 조선시대의 양반은 특권적 세습신분이 아니라, 부단히 이동하는 지배계층에 지나지 않았다.

### 한량
양인 중에서 문무관원으로 올라갈 수 있는 잠재력이 가장 큰 것은 지방 중소지주층이었다. 그 중에서도 전제개혁에 따라 군전(軍田)을 받았던 이른바 한량층(혹은 품관(品官)으로 불림)의 출세빈도가 가장 높았다. 이들은 지방사회의 유지들이었기 때문에 국가의 통제도 많이 받았지만, 학식과 경제력에서 일반 농민보다 우세하여 자연히 과거시험에서의 경쟁력이 높을 수밖에 없었다.

### 향리와 승려

#### 향리
한량 다음으로 양반으로 올라갈 가능성이 높은 것은 향리였다. 이들은 원래 지방사회의 뿌리 깊은 유력층으로서 고려시대에는 관직진출이 활발했던 계층이었다. 개국 후 중앙집권 정책의 걸림돌로서 집중적인 견제를 받아, 축재를 일삼는 향리를 ‘원악향리’(元惡鄕吏)로 규정하여 타지방으로 강제 이주시키기도 하고, 불법적으로 축재한 재산을 몰수하여 그 세력이 현저히 약화되고, 수령을 보좌하는 아전으로 격하되었다. 그러나 스스로는 사족으로 자부하면서 학문에 힘써 유명한 관리와 학자를 적지 않게 배출하였다. 세종 때 예문제학을 지낸 윤상(尹祥) 같은 이는 향리 출신 학자로 유명하다.

#### 승려

##### 조선후기 영조 시대부터 군역 면제
평민이 주로 사족과 같은 양인의 상층부 또는 향리·승려와 같은 특수부류를 의식하여 「보통사람」임을 나타내기 위하여 쓰였다면 양민은 노비와 대조하여 천인이 아닌 자임을 강조하기 위해 많이 쓰였다. 그리고 양인 농민을 「양민」이라 부르는 경우는 천인(또는 승려)과 달리 군역을 부담하는 자임을 강조할 때에도 곧잘 사용되었다.

##### 사찰의 부담능력 약화에 따른 승려 부역의 완화
사명대사 유정(惟政)을 필두로 임진왜란의 국가적 위기를 이겨내는데 크게 공헌한 승군들의 힘은 이제까지 저급한 사회신분으로 처우되던 승려들의 지위를 일약 국가로부터 공직의 승인을 받은 당당한 지위로 격상시켰다. 하지만 군현의 승역 사역이 큰 부담이 되었고 이들 승역이 사찰 몰락의 주요한 원인이 되었다. 그러나 승역의 강화에 따라 승도의 피역도 심화되자 승역의 강화는 한계에 이르게 되고 사찰의 부담능력 또한 약화되어 승역도 완화되지 않을 수 없었다.

### 상민(평민)
양인 중에서 절대다수를 차지하는 것은 농업에 종사하는 일반 상민(常民)이다. 이들도 법제적으로는 공민으로서 교육과 벼슬의 자유가 있었고, 전제개혁에 따라 생활조건이 크게 개선되어 교육과 벼슬의 기회가 전보다 많아졌다. 그들은 하급서리나 하급기술직, 혹은 무반으로서뿐만 아니라 재능만 있다면 과거에 합격하여 고관대작이 되는 것도 가능했다. 그래서 “사(士)는 농(農)에서 나온다.”든가 “사(士)와 농(農)은 조정에서 벼슬한다.”라는 말이 식자들 사이에 오르내렸다.
농민 중에서도 병작농이나 1  2결 정도의 작은 토지를 가진 소농들은 법적으로 공민권을 가졌다 하더라도 실제로는 권리를 행사하기가 어려웠다. 경제력이 뒷받침되어야 교육을 받을 수 있었기 때문이다. 

### 장인과 상인
양인 중에서 장인(匠人)과 상인(商人)은 과거 응시에 필요한 인문교양을 쌓을 기회가 농민보다도 훨씬 적었다. 더욱이 자급자족의 농업 사회에서 수공업과 상업은 말업(末業)으로 인식되어 노비와 함께 공상천예(工商踐隸)로 합칭되는 경우가 많았으며, 유외잡직(流外雜織)이라는 하급 기술직에 나가는 것이 허용되었다. 그러나 장인과 상인은 직업을 세습하도록 강제된 것은 아니었다.

### 신량역천층
양인의 최하층을 구성하는 것은 이른바 신량역천(身良役賤)층, 곧 양인 신분으로 천민의 일을 하는 계층이었다. 여기에는 조졸(뱃사공), 수능군(묘지기), 생선간(어부), 목자간(목축인), 봉화간(봉화 올리는 사람), 철간(광부), 염간(소금 굽는 사람), 화적(도살꾼), 재인(광대) 등이 속했다. 이들은 일정 기간 국역을 지면 양인으로서의 공민권을 가질 수 있게 되어 있는 일종의 조건부 양인이었다. 이들의 수효는 그리 많지 않으며, 실제로 15세기 말에는 대부분 양인으로 되었다.

### 서얼
이 밖에 조선시대에는 서얼(庶孼)이라는 특수계층이 있었다. 정실부인이 아닌 첩(사실혼)의 소생을 서얼이라고 하는데, 첩이 양민인 경우 그 소생을 서자, 첩이 천민인 경우에는 그 소생을 얼자라 하였다.
그러나 조선 초기에는 서얼에 대한 차별이 심하지 않았다. 오히려 서얼출신 중에 개국공신과 고관들이 꽤 많이 배출되었다. 이들은 정치적 반대세력으로부터 신분상의 문제로 곤경에 처하는 경우가 많아 원한을 품고 서로 충돌하는 일이 적지 않았다. 정도전 일파가 서얼왕자 방석을 세자로 책봉했다가 정실 소생의 이방원에게 화를 입은 것도 적자와 서얼간의 갈등을 증폭시키는 계기가 되었다.
서얼 세력을 제거한 태종이 즉위하면서 서얼의 출세를 제한해야 한다는 논의가 고개를 들었지만, 실제로 15세기에는 서얼이 과거에 합격하여 고관이 된 사례는 허다했다. 그러나 서얼차대는 결국 《경국대전》에 법제화되기에 이르렀다. 문과(文科)와 생진과(生進科)의 응시를 금지하고, 무과(武科)와 전문 기술관을 뽑는 잡과(雜科)의 응시를 허용하였으며, 최고 3품까지만 승진할 수 있게 하였다.
이와 같이 서얼은 출세에 제한이 생겨 점차 문반으로 나가는 부류와는 구별되는 별개의 신분으로 굳어져 갔으며, 조선후기에는 중인(中人)과 비슷한 계층으로 취급되어 이른바 중서(中庶)라는 호칭을 얻게 되었다. 이로 인하여 가장 큰 사건이 하나 터졌는데 그것이 조선 왕족 서얼인 이몽학이 의병들을 모아서 일으킨 이몽학의 난이었다. 그렇지만 서얼 중에는 우수한 학자와 문인이 다수 배출되어 문화발전에 크게 기여하였다.

## 같이 보기
- 양반
- 중인
- 조선의 신분제도
- 평민